# Michele Liverani
Michele Liverani (Venezia, 14 ottobre 1894 – Lencia, 28 agosto 1937) è stato un militare italiano, decorato con la medaglia d'oro al valor militare alla memoria nel corso delle grandi operazioni di polizia coloniale in Africa Orientale Italiana.

## Biografia
Nacque a Venezia il 14 ottobre 1894, figlio di Luigi e Adalgisa Lodi.
Arruolatosi nel Regio Esercito nel settembre 1914 in qualità di allievo ufficiale nel 6º Reggimento alpini, fu promosso sottotenente il 24 aprile 1915, destinato all'8º Reggimento alpini e partecipò dal 24 maggio 1915 alla prima guerra mondiale sul fronte giulio, riportando una grave ferita nel combattimento di Cianalet del 30 luglio successivo. Promosso tenente il 10 aprile 1916, fu poi collocato in aspettativa in conseguenza della ferita riportata, riprendendo servizio in una Brigata di marcia il 28 ottobre 1917. Divenuto capitano nel mesi di dicembre con anzianità del 23 agosto 1917, passò all'Ufficio informazioni del Comando Supremo e nel marzo 1919 all'84º Reggimento fanteria "Venezia". Dopo avere prestato servizio per tre anni alla Direzione Commissariato del Corpo d'armata di Firenze, fu nominato giudice supplente presso il Tribunale militare della città nell'ottobre 1929. Promosso maggiore nel 1935, nell'ottobre 1936 rientrò all’84º Reggimento fanteria per l'inquadramento del battaglione di marcia destinato all'impiego in Africa Orientale. Salpato da Napoli sbarcò a Massaua il 22 gennaio 1937, dal 15 marzo successivo assunse il comando del LV Battaglione coloniale della X Brigata indigeni. Cadde in combattimento a Lencia il 28 agosto 1937, nel corso delle grandi operazioni di polizia coloniale, e fu decorato con la medaglia d'oro al valor militare alle memoria.

### Fonti
1. 1 2 3  Bianchi 2012, p. 142.
2. 1 2 3 4 5 6  Bianchi 2012, p. 143.
3. ↑  Registrato alla Corte dei conti del 21 febbraio 1939, registro 2 Africa Italiana, foglio 189.
4. ↑   Medaglia d'oro al valor militare Liverani, Michele, su quirinale.it, Quirinale. URL consultato l'11 febbraio 2023.